# Красино (Псковська область)
Красино (рос. Красино) — присілок в Палкінському районі Псковської області Російської Федерації.
Населення становить 202[6] особи. Входить до складу муніципального утворення Черська волость.

## Історія
Від 2015 року входить до складу муніципального утворення Черська волость.

## Населення
| 2001 | 2002 | 2010 | 2014 | 2015 | 2016 |
| ---- | ---- | ---- | ---- | ---- | ---- |
| 189  | ↘184 | ↗185 | ↗198 | →198 | ↗202 |